# Prophasiopsis lopesi
Prophasiopsis lopesi är en tvåvingeart som beskrevs av Guimaraes 1966. Prophasiopsis lopesi ingår i släktet Prophasiopsis och familjen parasitflugor. Inga underarter finns listade i Catalogue of Life.